# Daniela Gaxiola
Luz Daniela Gaxiola González (Culiacán, 25 de noviembre de 1992) es una ciclista de pista y sargento del ejército mexicano. En 2021 fue seleccionada para participar en los Juegos Olímpicos de Tokio.

## Biografía
Daniela Gaxiola nació en Culiacán, Sinaloa, el 25 de noviembre de 1992.
Desde que tenía 16 años quería formar parte del ejército, pero pudo alistarse hasta los 18 años. Seis años después de ingresar, se convirtió en Sargento segunda.

## Carrera deportiva
En 2019, previo a su clasificación a los Juegos Olímpicos de 2020, hizo equipo con Jessica Salazar, con quien tuvo la mejor dupla de América. Tenían al entrenador Iván Ruiz. Sin embargo, Salazar no clasificó a los olímpicos de 2020.
En 2021, fue seleccionada junto a Yuli Verdugo para competir en los Juegos Olímpicos de Tokio en las pruebas de velocidad por equipos, keirin y velocidad individual.
En 2023, ganó la medalla de bronce en la Copa de Naciones de Ciclismo de Pista, disputada en Milton, Ontario, Canadá.

### Resultados[6]
2011
- Juegos Panamericanos de Guadalajara[7]
  -  Plata en Keirin
  -  Bronce en Velocidad por equipos

2013
- Copa Internacional de Pista
  -  Oro en Keirin
  -  Plata en Velocidad por equipos (junto con Frany Fong)
  -  Bronce en Velocidad individual
  -  Bronce en 500 metros contrarreloj
- Copa Cuba de Pista
  -  Plata en Velocidad individual
  -  Plata en Velocidad por equipos (junto con Frany Fong)
  -  Plata en 500 metros contrarreloj
  -  Bronce en Keirin

2014
- Grand Prix de Colorado Spring
  -  Oro en Velocidad por equipos (junto con Frany Fong)
  -  Plata en Keirin
  -  Plata en Velocidad individual
- Copa Guatemala de Ciclismo de Pista
  -  Oro en Keirin
  -  Oro en Velocidad individual
  -  Oro en Velocidad por equipos (junto con Frany Fong)
  -  Oro en 500 metros contrarreloj
  -  Plata en Scratch
- Copa Internacional de Pista
  -  Oro en 500 metros contrarreloj
  -  Oro en Velocidad por equipos (junto con Frany Fong)
  -  Plata en Keirin
  -  Plata en Velocidad individual
- Prova Internacional de Anadia
  -  Oro en Keirin
  -  Oro en Velocidad individual
- XXII Juegos Centroamericanos y del Caribe
  -  Plata en Velocidad por equipos (junto con Frany Fong)
  -  Plata en 500 metros contrarreloj
  -  Bronce en Keirin
  -  Bronce en Velocidad individual

2015
- Copa Cuba de Pista
  -  Bronce en Velocidad individual
  -  Bronce en Velocidad por equipos (junto con Frany Fong)

2016
- Campeonato Panamericano de Ciclismo en Pista
  -  Oro en Keirin
  -  Bronce en Velocidad individual
- Copa Guatemala de Ciclismo de Pista
  -  Oro en Keirin
  -  Oro en Velocidad individual
  -  Oro en 500 metros contrarreloj
  -  Plata en Omnium
  -  Bronce en carrera por puntos

2017
- Bronce en Keirin, Keirin Cup / Madison Cup

2019
- Juegos Panamericanos de Lima[7]
  -  Oro en Velocidad por equipos
  -  Oro en Velocidad individual

2023
- Campeonato Nacional de Ciclismo de Pista 2023[8]
  -  Oro en Velocidad individual
  -  Plata en 500 metros contrarreloj